# سكيب يونغ
سكيب يونغ (بالإنجليزية: Skip Young)‏ هو مصارع هاوي أمريكي، ولد في 24 يوليو 1951 في هيوستن في الولايات المتحدة، وتوفي في 3 ديسمبر 2010 في دالاس في الولايات المتحدة.

## روابط خارجية
- سكيب يونغ على موقع CageMatch worker (الإنجليزية)
- سكيب يونغ على موقع قاعدة بيانات المصارعة على الإنترنت (الإنجليزية)
- سكيب يونغ على موقع عالم المصارعة على الإنترنت (الإنجليزية)